# Exército Real Tailandês

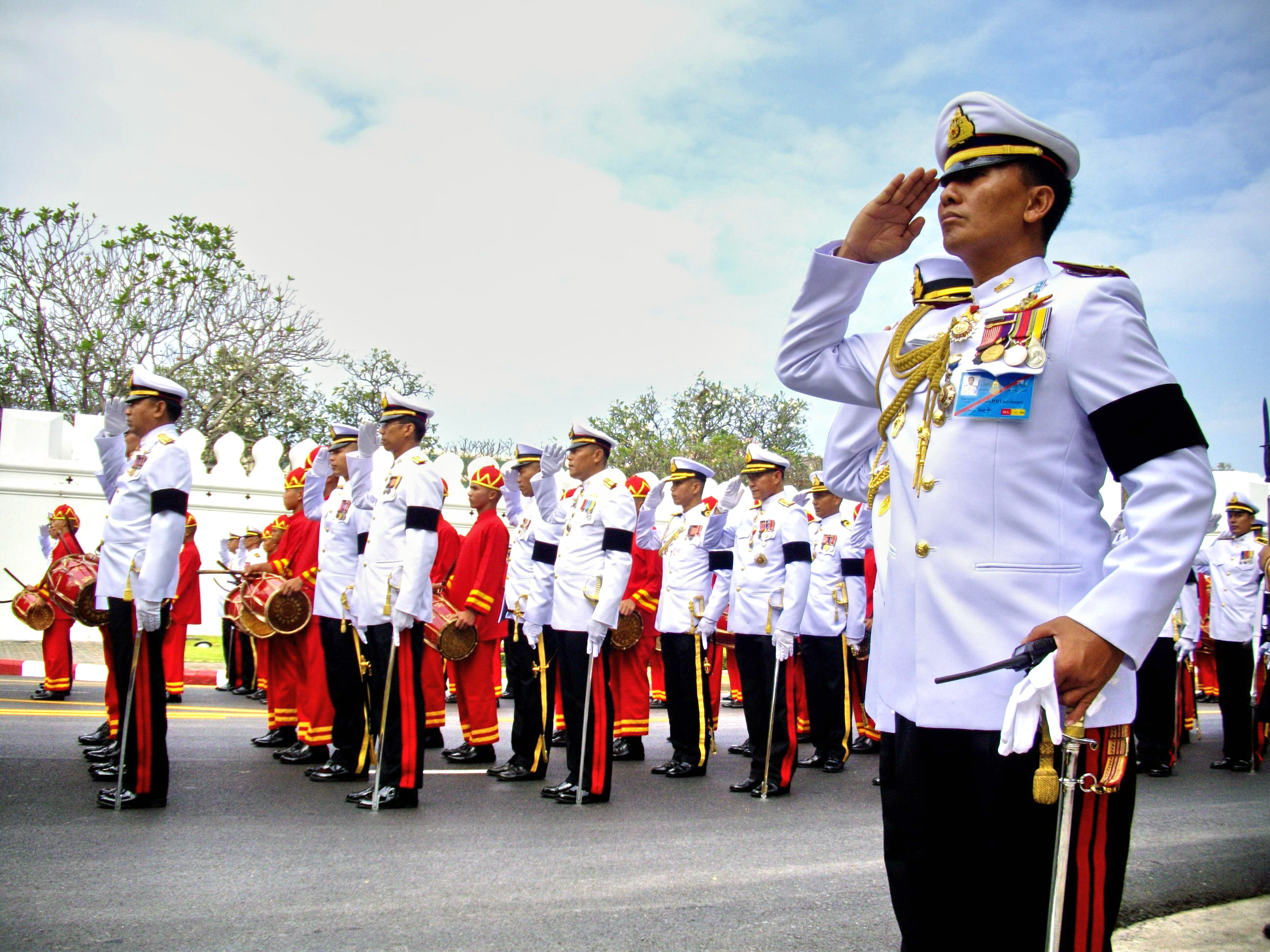
Militares tailandeses saudando a urna da princesa Galyani Vadhana.

O Exército Tailandês (กองทัพบกไทย) é a principal força terrestre do Reino da Tailândia, responsável por proteger a soberania nacional e as instituições do Estado. É o principal e mais antigo braço das forças armadas tailandesas. O exército foi formado em 1874 e desde então se envolveu, não apenas em conflitos externos, mas também na supressão de movimentos civis e participaram até em golpes de estado.

## Fotos

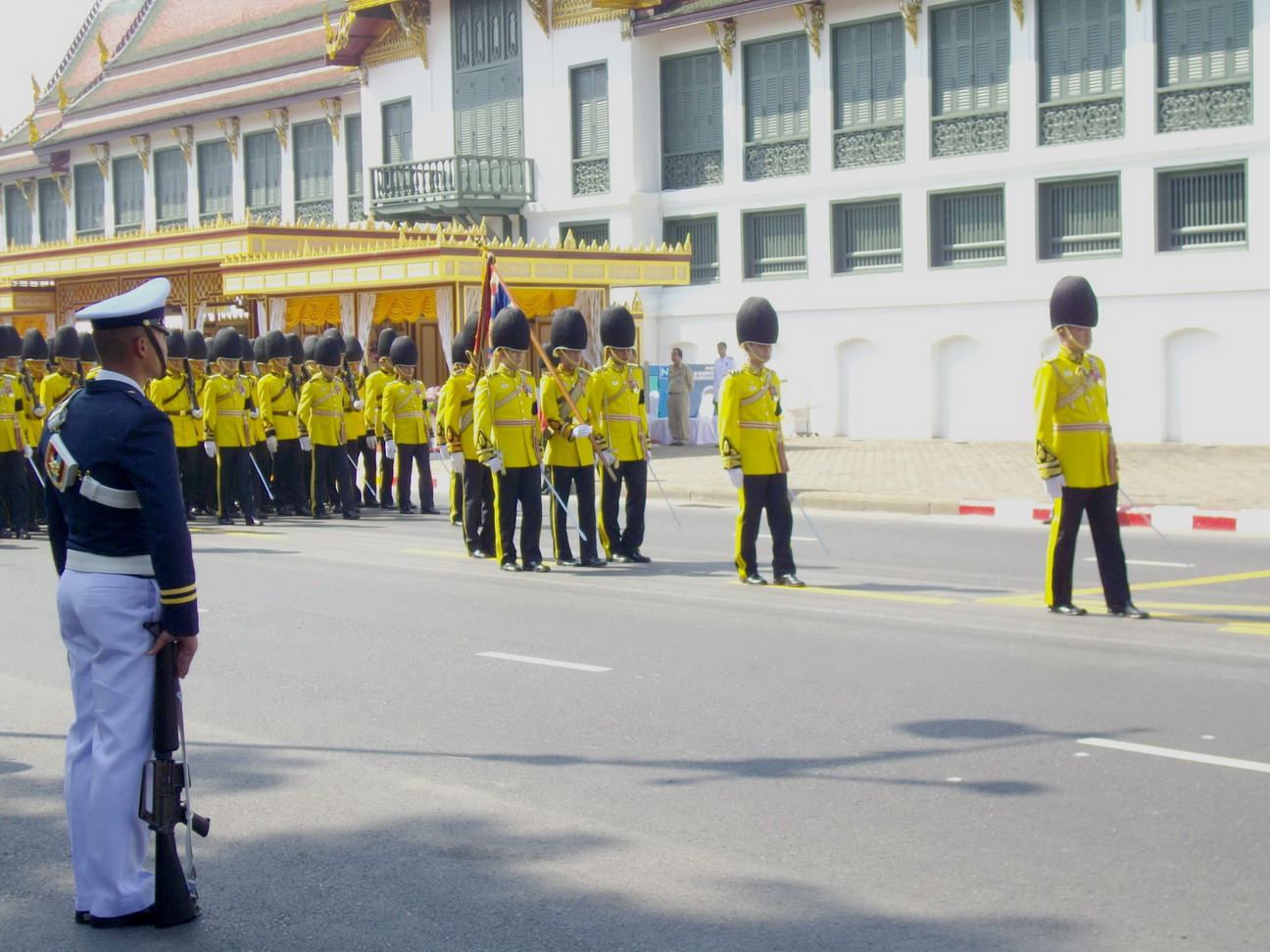
Guardas reais tailandeses.
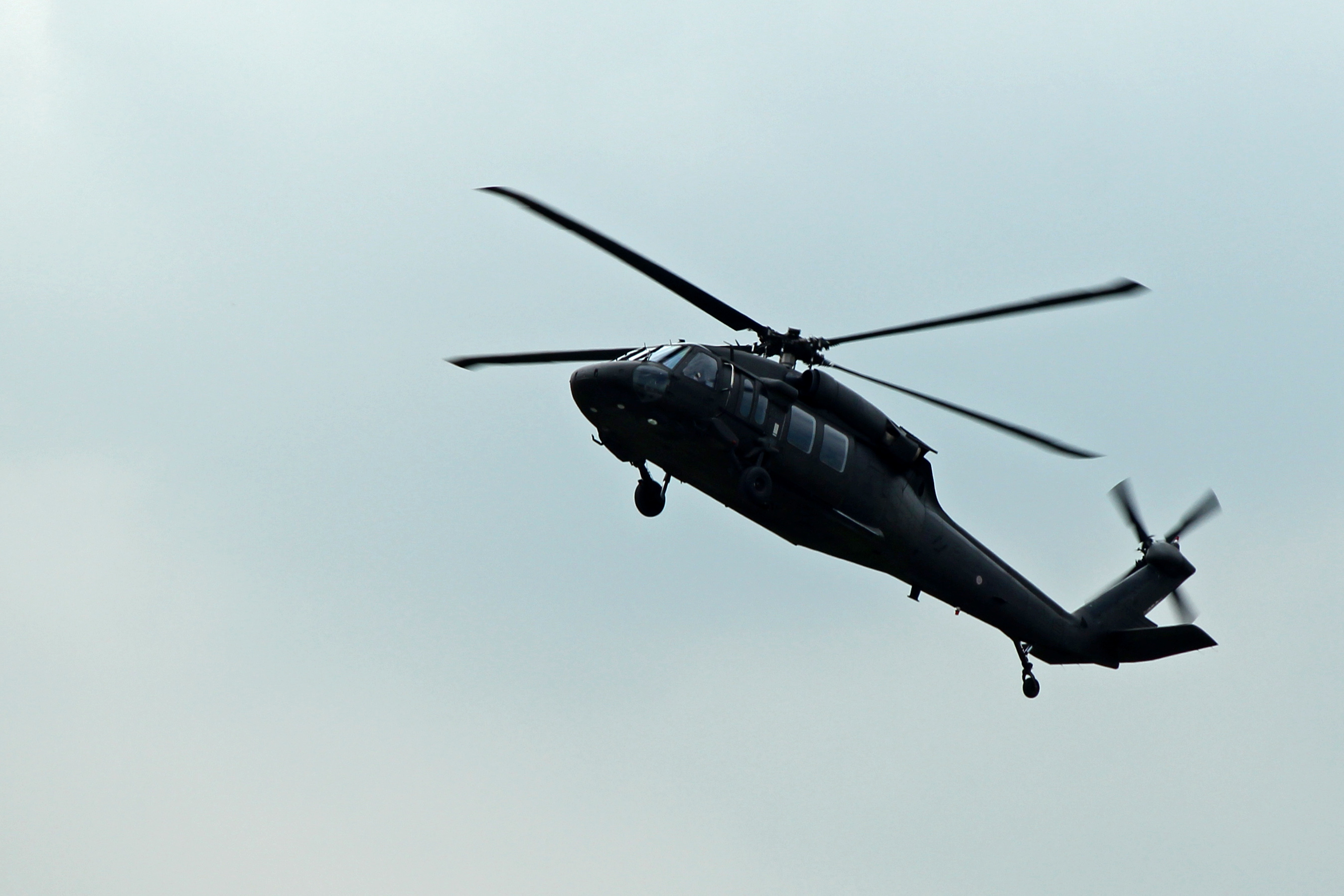
Um UH60L da Tailândia.
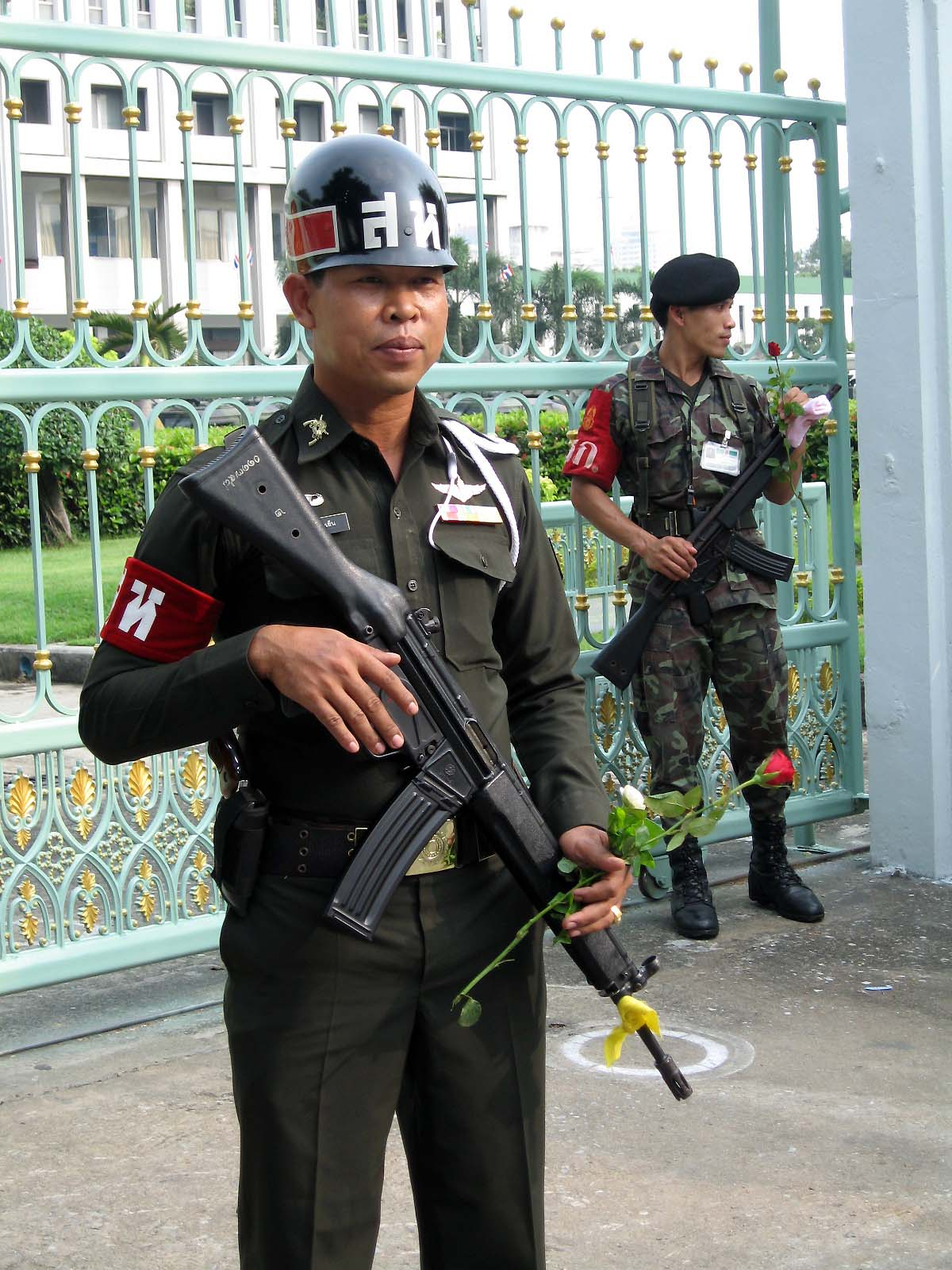
Um policial militar tailandês.
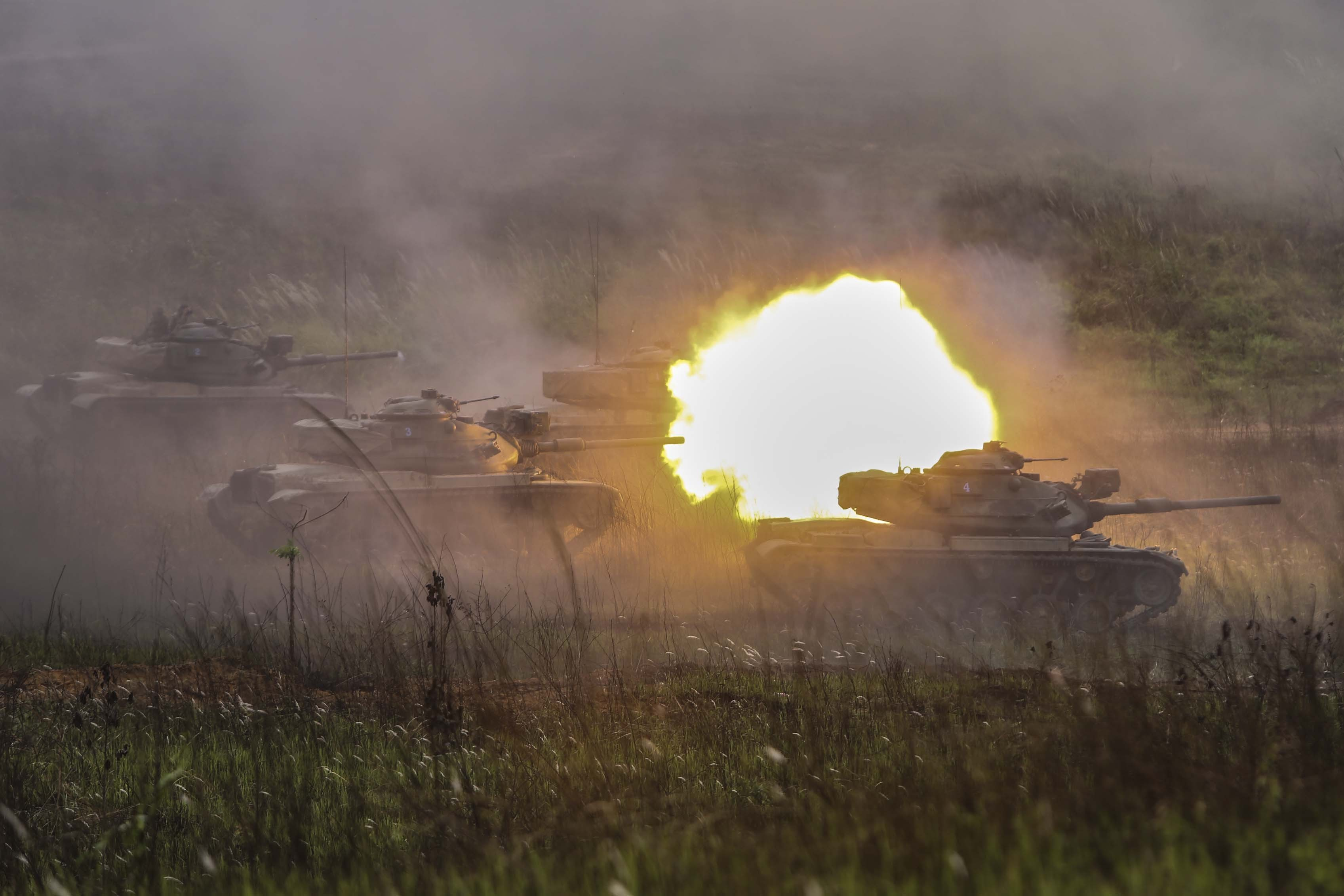
Blindados M60A3 tailandeses, de fabricação americana.
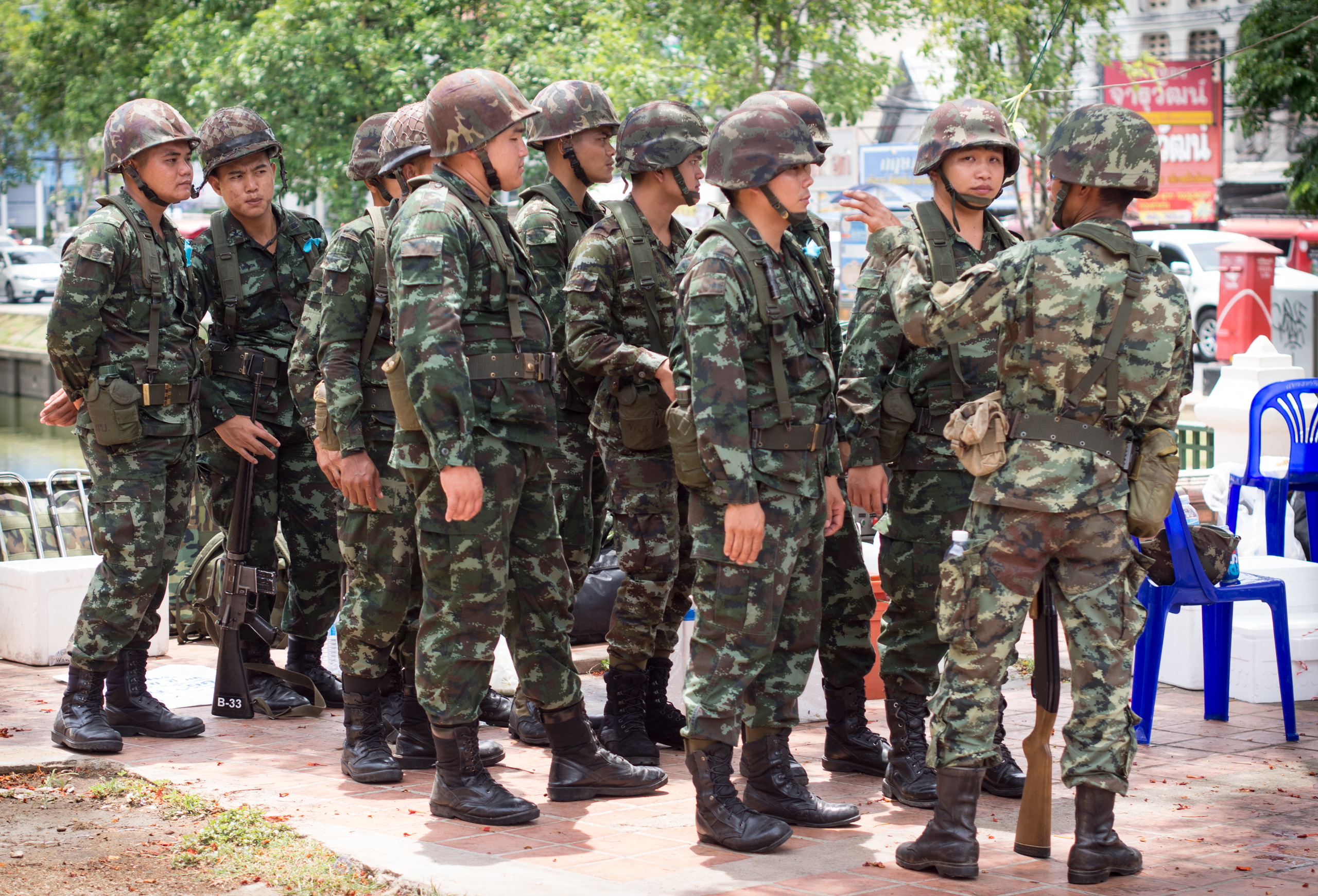
Soldados do Exército Real Tailandês.